# UE Castelldefels
Az UE Castelldefels, teljes nevén Unió Esportiva Castelldefels egy spanyol labdarúgócsapat. A klubot 1948-ban alapították, jelenleg a negyedosztályban szerepel. Székhelye Castelldefels városa.

## Statisztika
| Szezon      | Osztály     | Poz. | Copa del Rey |
| ----------- | ----------- | ---- | ------------ |
| 1948-49-től | Regionális  | —    |              |
| 2001-02-ig  | Regionális  | —    |              |
| 2002/03     | 3ª          | 6th  |              |
| 2003/04     | 3ª          | 7th  |              |
| 2004/05     | 3ª          | 11th |              |
| 2005/06     | 3ª          | 10th |              |
| 2006/07     | 3ª          | 12th |              |
| 2007/08     | 3ª          | 17th |              |
| 2008/09     | 1ª Catalana | 2.   |              |
| 2009/10     | 3ª          | 11th |              |
| 2010/11     | 3ª          | —    |              |

## Külső hivatkozások
- Hivatalos weboldal (spanyolul)
- Futbolme (spanyolul)